# 陳人文
陳人文。江南溧陽縣人，清朝政治人物。

## 生平
陳人文為康熙四十二年（1703年）癸未科進士。康熙五十年（1711年），接替王如岳擔任福建龍巖縣知縣一职。